# Classe Meraviglia
La classe Meraviglia est une classe de cinq navires de croisière exploitée par la société MSC Croisières.
Elle fait partie des six classes de paquebots appartenant à MSC Croisières avec la Classe Lirica, la Classe Musica, la Classe Fantasia, la Classe Seaside, et la Classe World.
Le 20 mars 2014, MSC Croisière commande au chantiers de Saint-Nazaire les deux premiers paquebots de la classe et pose une option pour deux navires identiques. Cette classe est issue du projet "Vista" que la compagnie MSC Croisières a développé avec STX France durant de nombreuses années avant la commande. 
La découpe de la première tôle du prototype a eu lieu au printemps 2015, la découpe de la première tôle du second a eu lieu en 2017 pour une livraison en 2019.
En mai 2014, MSC commande une nouvelle classe nommée "Seaside" à Fincantieri qui porte sur la construction de deux navires (ainsi qu'une option) qui seront livrées en même temps que les Meraviglia de Saint-Nazaire. MSC pourra donc d'ici 2022 doubler la taille de la flotte. Lors de la mise en cale du premier navire, le MSC Meraviglia, MSC annonce la confirmation de l'option des deux navires supplémentaire qui seront identiques mais plus volumineux (331 mètres contre 316 mètres). En septembre 2016, MSC annonce le nom du deuxième paquebot de la classe : le MSC Bellissima. La première tôle du Bellissima est découpée en novembre 2016. Le 31 mai 2017, les chantiers de Saint-Nazaire livrent le MSC Meraviglia à la compagnie en présence du président de la République Emmanuel Macron.
La construction du troisième paquebot, le MSC Grandiosa, a débuté en novembre 2017 et a pris fin en automne 2019. Il est le premier des trois navires plus longs, avec une capacité de passagers plus importante que les deux premiers paquebots de la classe. La construction du quatrième paquebot, le MSC Virtuosa a été retardée de 6 mois, due à la pandémie de Covid-19, et s'est finalement achevée en février 2021.

## Les unités de la classe
La Classe Meraviglia est divisée en deux parties : la partie « Classe Meraviglia » composée de deux navires de 315 mètres et la partie « MSC Meraviglia Plus » composée de trois navires de 331 mètres avec le même design que les deux premiers navires. 
| Navire de croisière | Tableau | IMO     | Tonnage (T.S.L.) | Longueur (m) | Maître-bau (m) | Hauteur (m) | Cabines | Passagers | Équipage | Vitesse (nœuds) | Mise en service | Chantier naval                                     | Mise à l'eau   |
| ------------------- | ------- | ------- | ---------------- | ------------ | -------------- | ----------- | ------- | --------- | -------- | --------------- | --------------- | -------------------------------------------------- | -------------- |
| MSC Meraviglia      |         | 9534690 | 171 598          | 315          | 43             | 65          | 2217    | 5686      | 1550     | 22.7            | 31 mai 2017     | Chantiers de l'Atlantique STX France (St. Nazaire) | septembre 2016 |
| MSC Bellissima      |         | 9760524 | 171 598          | 315          | 43             | 65          | 2217    | 5686      | 1550     | 22.7            | 27 février 2019 | Chantiers de l'Atlantique (St. Nazaire)            | juin 2018      |

| Navire de croisière | Tableau | IMO     | Tonnage (T.S.L.) | Longueur (m) | Maître-bau (m) | Hauteur (m) | Cabines | Passagers | Équipage | Vitesse (nœuds) | Mise en service  | Chantier naval                          | Mise à l'eau    |
| ------------------- | ------- | ------- | ---------------- | ------------ | -------------- | ----------- | ------- | --------- | -------- | --------------- | ---------------- | --------------------------------------- | --------------- |
| MSC Grandiosa       |         | 9803613 | 181 541          | 331          | 43             | 65          | 2 421   | 6334      | 1550     | 22.3            | 31 octobre 2019  | Chantiers de l'Atlantique (St. Nazaire) | 5 janvier 2019  |
| MSC Virtuosa        |         | 9803625 | 181 541          | 331          | 43             | 65          | 2 421   | 6334      | 1550     | 22.3            | 1er février 2021 | Chantiers de l'Atlantique (St. Nazaire) | 2 décembre 2019 |
| MSC Euribia (GNL)   |         | 9901544 | 184 011          | 331          | 43             | 65          | 2 440   | 6360      | 1550     | 22.5            | 3 juin 2023      | Chantiers de l'Atlantique (St. Nazaire) | 17 juin 2022    |